# Liste der Kulturdenkmale in Commichau (Colditz)
In der Liste der Kulturdenkmale in Commichau sind die Kulturdenkmale des Colditzer Ortsteils Commichau verzeichnet, die bis Mai 2024 vom Landesamt für Denkmalpflege Sachsen erfasst wurden (ohne archäologische Kulturdenkmale). Die Anmerkungen sind zu beachten.
Diese Aufzählung ist eine Teilmenge der Liste der Kulturdenkmale in Colditz.

## Commichau
| Bild                                    | Bezeichnung                                                  | Lage                          | Datierung | Beschreibung | ID       |
| --------------------------------------- | ------------------------------------------------------------ | ----------------------------- | --------- | --- | -------- |
| Direkt Bild zu diesem Denkmal hochladen | Häuslerhaus                                                  | Am Teichdamm 22 (Karte)       | Um 1810   | Giebelständiger Fachwerkbau, orts- und baugeschichtliche Bedeutung. Zweigeschossig, Erdgeschoss und Giebel massiv in Bruchstein und Ziegel, Obergeschoss Fachwerk, Giebel im oberen Teil verbrettert, Satteldach, Zeugnis für bäuerliche Bau- und Lebensweise vergangener Zeit. | 08971192 |
| Direkt Bild zu diesem Denkmal hochladen | Kilometerstein                                               | Meuselwitzer Straße (Karte)   | Um 1890   | Verkehrsgeschichtlich von Bedeutung | 08970828 |
|                                         | Wohnhaus, Plattenbelag am Haus und Vorgarten mit Einfriedung | Meuselwitzer Straße 4 (Karte) | 1876–1880 | Historistischer Putzbau mit Natursteinelementen, straßenbildprägende Lage, ehemals zu einem Braunkohlenwerk gehörig, regional- und baugeschichtliche Bedeutung. Zweigeschossig, Mischmauerwerk, verputzt, profilierte Fenster- und Türgewände in Naturstein, Mittelrisalit mit Dreieckgiebel, Erdgeschoss mit Putznutung, über einigen Fenstern Dreieckverdachungen auf Terrakotta-Konsolen, schöne gefelderte Haustür, Walmdach, Seitenfront zur Straße im Originalzustand erhalten, als ehemaliges Wohnhaus eines Tongrubenbesitzers von regionalgeschichtlicher Bedeutung. | 08971214 |

## Tabellenlegende
- Bild: Bild des Kulturdenkmals, ggf. zusätzlich mit einem Link zu weiteren Fotos des Kulturdenkmals im Medienarchiv Wikimedia Commons. Wenn man auf das Kamerasymbol klickt, können Fotos zu Kulturdenkmalen aus dieser Liste hochgeladen werden:
- Bezeichnung: Denkmalgeschützte Objekte und ggf. Bauwerksname des Kulturdenkmals
- Lage: Straßenname und Hausnummer oder Flurstücknummer des Kulturdenkmals. Die Grundsortierung der Liste erfolgt nach dieser Adresse. Der Link (Karte) führt zu verschiedenen Kartendiensten mit der Position des Kulturdenkmals. Fehlt dieser Link, wurden die Koordinaten noch nicht eingetragen. Sind diese bekannt, können sie über ein Tool mit einer Kartenansicht einfach nachgetragen werden. In dieser Kartenansicht sind Kulturdenkmale ohne Koordinaten mit einem roten bzw. orangen Marker dargestellt und können durch Verschieben auf die richtige Position in der Karte mit Koordinaten versehen werden. Kulturdenkmale ohne Bild sind an einem blauen bzw. roten Marker erkennbar.
- Datierung: Baubeginn, Fertigstellung, Datum der Erstnennung oder grobe zeitliche Einordnung entsprechend des Eintrags in der sächsischen Denkmaldatenbank
- Beschreibung: Kurzcharakteristik des Kulturdenkmals entsprechend des Eintrags in der sächsischen Denkmaldatenbank, ggf. ergänzt durch die dort nur selten veröffentlichten Erfassungstexte oder zusätzliche Informationen
- ID: Vom Landesamt für Denkmalpflege Sachsen vergebene, das Kulturdenkmal eindeutig identifizierende Objekt-Nummer. Der Link führt zum PDF-Denkmaldokument des Landesamtes für Denkmalpflege Sachsen. Bei ehemaligen Kulturdenkmalen können die Objektnummern unbekannt sein und deshalb fehlen bzw. die Links von aus der Datenbank entfernten Objektnummern ins Leere führen. Ein ggf. vorhandenes Icon  führt zu den Angaben des Kulturdenkmals bei Wikidata.